# أم جلال (منبج)
أم جلال قرية سوريّة تتبع إداريّاً لمحافظة حلب منطقة منبج ناحية مركز منبج، بلغ تعداد سكانها 756 نسمة حسب التعداد السكاني لعام 2004.